# Batalla de Ghartiskari
La batalla de Ghartiskari (en georgiano: ღართისკარის ბრძოლა) se libró en octubre de 1778 o 1779 en Ghartiskari entre la guardia personal de Ketevan Andronikashvili e incursores lezguinos. Después de tres asaltos rechazados por Ketevan  y sus hombres, los lezguinos se retiraron derrotados.

## Contexto
Ketevan, una noble de la corte de Heraclio II viajaba de Mujrani a través del paso de Ghartiskari a la capital del reino, Tbilisi, junto a un destacamento de la guardia real designado por el rey. En aquellos tiempos eran frecuentes las razias de incursores daguestanís en territorio georgiano, por lo que ese tipo de escoltas eran necesarias para viajeros. La partida fue emboscada por lezguinos, tomando Ketevan el mando de la partida y rechazando a los atacantes. Al llegar a Tbilisi ilesa fue recibida por Heraclio en medio de celebraciones.